# Айгай-Мурсаляй
Айга́й-Мурсаля́й (баш. Айһай-Мөрсәләй) — деревня в Кугарчинском районе Башкортостана, входит в состав Максютовского сельсовета. 

## Географическое положение
Расстояние до:
- районного центра (Мраково): 46 км,
- центра сельсовета (Максютово): 9 км,
- ближайшей ж/д станции (Тюльган): 46 км.

## Население
| 2002 | 2009 | 2010 |
| ---- | ---- | ---- |
| 18   | ↘15  | ↘13  |

Национальный состав
Согласно переписи 2002 года, преобладающая национальность — башкиры (78 %).

## Известные уроженцы
- Суфьянов, Суфий Хазиевич (1914—1999) — советский военнослужащий, капитан, Герой Советского Союза[5].